# Ceriagrion auritum
Ceriagrion auritum – gatunek ważki z rodziny łątkowatych (Coenagrionidae).